# Снопкі
Снопкі (пол. Snopki, нім. Snopken) — село в Польщі, у гміні Піш Піського повіту Вармінсько-Мазурського воєводства.
Населення — 1000 осіб (2011).
У 1975-1998 роках село належало до Сувальського воєводства.

## Демографія
Демографічна структура станом на 31 березня 2011 року:
|          | Загалом | Допрацездатний вік | Працездатний вік | Постпрацездатний вік |
| -------- | ------- | ------------------ | ---------------- | -------------------- |
| Чоловіки | 496     | 121                | 341              | 34                   |
| Жінки    | 504     | 133                | 306              | 65                   |
| Разом    | 1000    | 254                | 647              | 99                   |